# Junta Permanent de Català
La Junta Permanent de Català de la Generalitat de Catalunya es va constituir el 17 de juliol de 1981 donant continuïtat a l'anomenat Tribunal Permanent de Català que, presidit per Pompeu Fabra, havia creat l'any 1934 la Conselleria de Cultura de la Generalitat de Catalunya. La Junta deixà d'existir l'11 d'agost del 2001 pel Decret 152/2001, de 29 de maig, que en la seva disposició addicional primera derogava el decret del 1981.

## Funcions i estructura
Va ser l'organisme encarregat d'establir i d'efectuar les proves per a l'obtenció de certificats de coneixements de llengua catalana per part de la població adulta no escolaritzada i tenia una vinculació especial amb l'Escola d'Administració Pública de Catalunya. La Junta va quedar adscrita a la Direcció General de Política Lingüística que havia estat creada l'any anterior.
Els membres —un president, dos vicepresidents i un nombre de vocals suficient segons el nombre d'inscrits i el lloc on s'hagin d'efectuar les proves— eren designats pel conseller responsable de l'àmbit de Cultura per un termini de dos anys, transcorreguts els quals podien ser designats de nou, sempre que es produís la renovació d'un terç del total dels membres.

## Certificats
La definició original dels certificats que podia expedir corresponia a la següent enumeració:
a) De català oral.
b) De coneixements elementals de català (orals i escrits).
c) De coneixements mitjans de català (orals i escrits).
d) De coneixements superiors de català (orals i escrits).
e) De capacitació per a l'ensenyament de català a adults (podent especificar si l'ensenyament es referia a catalanoparlants o a no catalonoparlants).
Les successives regulacions van resultar en els certificats:
- Certificat de coneixements orals bàsics de llengua catalana (certificat A)
- Certificat de coneixements elementals orals i escrits de llengua catalana (certificat B)
- Certificat de coneixements mitjans orals i escrits de català (certificat C)
- Certificat de coneixements superiors orals i escrits de català (certificat D)
- Certificat de coneixements suficients de llenguatge administratiu (certificat G)
- Certificat de coneixements suficients de llenguatge comercial (certificat M)
- Certificat de coneixements suficients de llenguatge jurídic (certificat J)
- Certificat de capacitació per a la correcció de textos orals i escrits (certificat K)

Des del gener del 1991 varen coexistir amb el Certificat Internacional de Català, derogat al mateix temps que la Junta.